# Богополь (Первомайск)

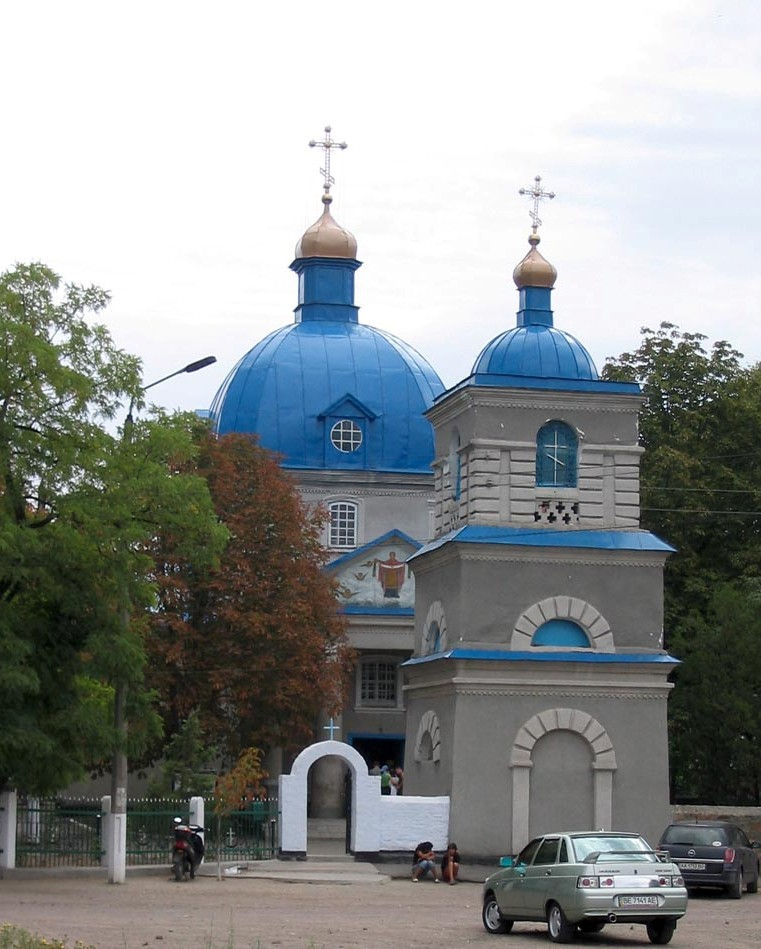
Свято-Покровский храм в городке, построен 1805 году.

Богополь — исторический район города Первомайск Николаевской области на Украине.
Район находится в междуречье Южного Буга и Синюхи, ранее отделяющих его от заштатного города Ольвиополь, и лежащий в двух верстах от железнодорожной станции Голты.

## История
Городок Bohopol основан на захваченных землях Руси, в 1750 году, как пограничный таможенный пункт, в другом источнике указано построен по распоряжению графа Потоцкого как укреплённая карантинная застава в его поместье, Брацлавского уезда Брацлавского воеводства Польско-литовской республики, на границах с Османской и Российской империями. В 1776 году ещё значился деревней.
В ходе очередного раздела Речи Посполитой в 1793 году Богополь вошёл в состав Российской империи.
В 1891 году Богополь являлся местечком Балтского уезда Подольской губернии, в нём насчитывалось 5 000 жителей и 953 двора.
В 1905 году в Южной Украине, в связи с обнародованием манифеста 17 октября, прошли революционные волнения (погромы), в ходе которых 20 октября  в местечке вспыхнули антиеврейские беспорядки, продолжавшиеся несколько дней.
1 мая 1919 года Богополь вошёл в состав образованного большевиками города Первомайска. 19 декабря 1919 года отступавшие части ВСЮР устроили в Богополе еврейский погром.
В ходе Великой Отечественной войны 3 августа 1941 года Первомайск был оккупирован немецко-румынскими войсками, 22 марта 1944 года — освобождён советскими войсками.